# Titularbistum Montemarano
Montemarano ist ein Titularbistum der römisch-katholischen Kirche.
Es geht zurück auf einen Bischofssitz in der Stadt Montemarano, die sich in der italienischen Region Kampanien befindet. Das Bistum Montemarano war dem Erzbistum Salerno als Suffraganbistum unterstellt.
| Titularbischöfe von Montemarano |                                                     |                                                    |                   |                   |
| Nr.                             | Name                                                | Amt                                                | von               | bis               |
| 1                               | Alejo del Carmen Obelar Colman SDB                  | Apostolischer Vikar von Chaco Paraguayo (Paraguay) | 6. März 1969      | 30. Dezember 1989 |
| 2                               | Salvatore Pennacchio Titularerzbischof pro hac vice | Apostolischer Nuntius                              | 28. November 1998 |                   |